# Nikolai Iwanowitsch Matschugowski
Nikolai Iwanowitsch Matschugowski (russisch Николай Иванович Мачуговский, wiss. Transliteration Nikolaj Ivanovič Mačugovskij; * 9. November 1865; † 16. August 1914 bei Bartoschken, Kreis Neidenburg, Masuren) war ein russischer General der Kaiserlich Russischen Armee.

## Leben
Im Jahr 1884 trat Matschugowski in der Kaiserlich Russische Armee ein. Vom 27. März 1903 bis zum 12. November 1904 diente er als Generalstabschef der 3. Garde-Division, bevor er am 9. Juli 1910 zum Kommandeur des 8. Estländischen Infanterie-Regiments ernannt wurde. Am 9. März 1908 wurde er zum Generalmajor befördert und vom 9. Juli 1910 bis zum 28. Januar 1914 fungierte er als Generalstabschef des XI. Armeekorps.
Im Ersten Weltkrieg diente er in der 2. Armee von General Alexander Samsonow als Generalstabschef des XV. Korps und nahm im August 1914 an der Ostpreußischen Operation teil. Nach der Besetzung von Usdau nahm das deutsche I. Armeekorps den Vormarsch auf Neidenburg auf und gelangte dadurch in den Rücken des russischen XV. Korps. Stabschef Matschugowski starb bei einem Beschuss am 16. August 1914 in der Nähe des Dorfes Bartoschken in Ostpreußen.
Matschugowski war verheiratet und hatte vier Kinder.

## Auszeichnungen
Beförderungen
- 1886: Podporutschik
- 1892: Stabskapitän
- 1898: Oberstleutnant
- 1902: Oberst
- 1908: Generalmajor

- Orden des Heiligen Wladimir III. Klasse (1911)
- Orden des Heiligen Wladimir IV. Klasse (1906)
- Russischer Orden der Heiligen Anna III. Klasse (1898)
- Orden des heiligen Stanislaus II. Klasse (1904)
- Orden des heiligen Stanislaus III. Klasse (1894)